# PSA XU-motor
PSA XU er en serie af forbrændingsmotorer benyttet i biler fra Peugeot og Citroën. I øjeblikket indsættes motoren i den iranskbyggede Peugeot 405.
XU-motorerne blev introduceret i 1981 med Peugeot 305. Det var en SOHC eller DOHC rækkemotor med to eller fire ventiler pr. cylinder og benzin som drivmiddel. Den hældede 30° på tværs og blev kun benyttet i biler med forhjulstræk. Alle XU-benzinmotorerne havde en boring på 83 eller 86 mm og slagvolumet lå mellem 1.580 og 1.998 cm³. Dieseludgaverne betegnes XUD og rækker fra 1.769 til 2.138 cm³ med en boring på 80, 83, 85 eller 86 mm.
I dag er XU-motorerne i europæiske biler erstattet af den mere moderne EW/DW-serie.

## Benzinmotorer

### XU5
XU5 har et slagvolume på 1.580 cm³ (1,6 liter), med en boring på 83 mm og en slaglængde på 73 mm. Alle XU5-motorer har enkelt overliggende knastaksel og to ventiler pr. cylinder. Alt efter model har motoren enkelt eller dobbelt karburator, eller benzinindsprøjtning. Effekten går fra 55 kW (75 hk) til 85 kW (115 hk).
| Motor    | Effekt         | Teknik                           | Model                                              |
| -------- | -------------- | -------------------------------- | -------------------------------------------------- |
| XU5 J    | 76 kW (103 hk) | Dobbelt karburator               | Peugeot 205                                        |
| XU5 1C   | 55 kW (75 hk)  | Dobbelt karburator               | Peugeot 205                                        |
| XU5 2C   | 68 kW (92 hk)  | Dobbelt karburator               | Peugeot 309 Citroën BX                             |
| XU5 C    | 58 kW (79 hk)  | Enkelt karburator                |                                                    |
| XU5 M3/Z | 65 kW (88 hk)  | Benzinindsprøjtning, katalysator | Citroën Xantia Peugeot 405 Peugeot 406 Peugeot 205 |

### XU7
XU7 har et slagvolume på 1.761 cm³ (1,8 liter), med en boring på 83 mm og en slaglængde på 81,4 mm. XU7-motorerne findes kun med indsprøjtning og katalysator, XU7 JP4 med 16 ventiler. Effekten går fra 66 kW (90 hk) til 81 kW (110 hk).
| Motor   | Kode | Effekt         | Teknik                                | Model                                                                     |
| ------- | ---- | -------------- | ------------------------------------- | ------------------------------------------------------------------------- |
| XU7 JB  | LFX  | 66 kW (90 hk)  | Benzinindsprøjtning, katalysator      | Citroën Berlingo Citroën Xsara Citroën Xantia Peugeot 406 Peugeot Partner |
| XU7 JP  | LFW  | 73 kW (99 hk)  | Benzinindsprøjtning, katalysator      | Citroën Evasion Fiat Ulysse Peugeot 806                                   |
| XU7 JP  | LFZ  | 74 kW (101 hk) | Benzinindsprøjtning, katalysator      | Citroën Xantia Citroën Xsara Citroën ZX Peugeot 306 Peugeot 405           |
| XU7 JP4 | LFY  | 81 kW (110 hk) | 16V, benzinindsprøjtning, katalysator | Citroën Xantia Citroën Xsara Citroën ZX Peugeot 306 Peugeot 406           |

### XU8
XU8 har et slagvolume på 1.775 cm³ (1,8 liter), med en boring på 83 mm og en slaglængde på 82 mm. Den findes kun i én udførelse, en 16-ventilet turbomotor XU8 T monteret i Peugeot 205 Turbo 16. Effekten var 147 kW (200 hk).
| Motor | Effekt          | Teknik                          | Model                |
| ----- | --------------- | ------------------------------- | -------------------- |
| XU8 T | 147 kW (200 hk) | 16V, benzinindsprøjtning, turbo | Peugeot 205 Turbo 16 |

### XU9
XU9 har et slagvolume på 1.905 cm³ (1,9 liter), med en boring på 83 mm og en slaglængde på 88 mm. Der findes både versioner med 8 og 16 ventiler, karburator og indsprøjtning. Effekten går fra 77 kW (105 hk) til 116 kW (158 hk).
| Motor    | Kode         | Effekt          | Teknik                                | Model                                                                   |
| -------- | ------------ | --------------- | ------------------------------------- | ----------------------------------------------------------------------- |
| XU9 2C   |              | 77 kW (105 hk)  | Dobbelt karburator                    | Peugeot 305 GTX                                                         |
| XU9 2C   |              | 80 kW (109 hk)  | Dobbelt karburator                    | Peugeot 405 GR/SR                                                       |
| XU9 4C   | 159B         | 92 kW (125 hk)  | Dobbelt karburator                    | Citroën BX Sport                                                        |
| XU9 J1/Z | DFZ          | 77 kW (105 hk)  | Benzinindsprøjtning, katalysator      | Peugeot 205 Gentry                                                      |
| XU9 J2   |              | 91 kW (124 hk)  | Benzinindsprøjtning                   | Peugeot 405 SRi                                                         |
| XU9 JA/K | D6E          | 95 kW (129 hk)  | Benzinindsprøjtning                   | Citroën ZX Volcane Peugeot 205 1.9 GTi Peugeot 309 1.9 GTi              |
| XU9 JA/Z | DKZ          | 89 kW (121 hk)  | Benzinindsprøjtning, katalysator      | Peugeot 205 1.9 GTi kat. Peugeot 309 1.9 GTi kat.                       |
| XU9 J4   | D6C/L (Mi16) | 116 kW (158 hk) | 16V, benzinindsprøjtning              | Citroën BX 1.9 16V Peugeot 205 Mi16 Peugeot 309 GTi-16 Peugeot 405 Mi16 |
| XU9 J4/Z | DFW (Mi16)   | 108 kW (147 hk) | 16V, benzinindsprøjtning, katalysator | Citroën BX 1.9 16V kat. Peugeot 309 GTi-16 kat. Peugeot 405 Mi16 kat.   |

### XU10
XU10 har et slagvolume på 1.998 cm³ (2,0 liter), med en boring og en slaglængde på begge 86 mm. Der findes både versioner med 8 og 16 ventiler, karburator og indsprøjtning. Effekten går fra 80 kW (109 hk) til 147 kW (200 hk).
| Motor        | Kode      | Effekt          | Teknik                                            | Model |
| ------------ | --------- | --------------- | ------------------------------------------------- | --- |
| XU10 2C      | R2A       | 84 kW (114 hk)  | Dobbelt karburator                                | Citroën XM 2.0 8v Peugeot 605 2.0 8v |
| XU10 J2U     | RFW       | 80 kW (109 hk)  | Benzinindsprøjtning, katalysator                  | Citroën Jumper 2.0i Peugeot Boxer 2.0i Fiat Ducato 2.0 i.e. |
| XU10 J2U     | RFL       | 81 kW (110 hk)  | Benzinindsprøjtning, katalysator                  | Citroën Jumper 2.0i Peugeot Boxer 2.0i Fiat Ducato 2.0 i.e. |
| XU10 J2C/L   | RFX / RFU | 89 kW (121 hk)  | Benzinindsprøjtning, katalysator                  | Citroën Xantia 2.0i Citroën ZX Volcane 2.0 8v Citroën Evasion Peugeot 306 XSi Peugeot 405 SRi 2.0 Peugeot 605 Peugeot 806 Fiat Ulysse                                             |
| XU10 J2/K    | R6A       | 94 kW (128 hk)  | Benzinindsprøjtning                               | Citroën Xantia 2.0i Citroën XM 2.0i Peugeot 605 |
| XU10 J2TE    | RGY       | 104 kW (141 hk) | Benzinindsprøjtning, turbolader, katalysator      | Citroën XM 2.0 Turbo CT Peugeot 605 2.0 Turbo |
| XU10 J2TE    | RGX       | 108 kW (147 hk) | Benzinindsprøjtning, turbolader, katalysator      | Citroën Xantia 2.0 Turbo CT Citroën XM 2.0 Turbo CT Citroën Evasion 2.0 Turbo Peugeot 406 SRi Turbo Peugeot 605 2.0 Turbo Peugeot 806 2.0 Turbo Fiat Ulysse 2.0 Turbo Lancia Zeta |
| XU10 J4D/Z   | RFT       | 110 kW (150 hk) | 16V, benzinindsprøjtning, katalysator             | Citroën ZX 2.0 16v Citroën Xantia 2.0 16v Peugeot 306 S16 Peugeot 405 Mi16 |
| XU10 J4R     | RFV       | 97 kW (132 hk)  | 16V, benzinindsprøjtning, katalysator             | Citroën Xsara Citroën Xantia Peugeot 306 Peugeot 406 Peugeot 605 Peugeot 806 Fiat Ulysse Lancia Zeta                                                                              |
| XU10 J4RS/L3 | RFS       | 120 kW (163 hk) | 16V, benzinindsprøjtning, katalysator             | Citroën ZX Dakar 2.0 16v Citroën Xsara VTS Peugeot 306 GTI/S16/Rallye |
| XU10 J4TE    | RGZ       | 147 kW (200 hk) | 16V, benzinindsprøjtning, turbolader, katalysator | Peugeot 405 T16 |
| XU10 J4/L/Z  | RFY       | 114 kW (155 hk) | 16V, benzinindsprøjtning, katalysator             | Citroën ZX 2.0 16v Citroën Xantia 2.0 16v Peugeot 405 Mi16 |

## Dieselmotorer

### XUD7
Den dieseldrevne XUD7 har et slagvolume på 1.769 cm³ (1,8 liter), med en boring på 80 mm og en slaglængde på 88 mm. Effekten går fra 44 kW (60 hk) til 66 kW (90 hk).
| Motor             | Effekt        | Teknik                  | Model                                                                 |
| ----------------- | ------------- | ----------------------- | --------------------------------------------------------------------- |
| XUD7 /K           | 44 kW (60 hk) |                         | Peugeot 205 Citroën Visa Citroën C15                                  |
| XUD7 /Z           | 44 kW (60 hk) | Katalysator             | Citroën Berlingo Peugeot 205 Peugeot 306 Peugeot 309 Peugeot Partner  |
| XUD7 T/K          | 58 kW (79 hk) | Turbolader              | Peugeot 205                                                           |
| XUD7 TE / A8A/AJZ | 66 kW (90 hk) | Turbolader, intercooler | Citroën BX Honda Concerto Peugeot 405 Rover 200-serie Rover 400-serie |

### XUD9
XUD9 har et slagvolume på 1.905 cm³ (1,9 liter), med en boring på 83 mm og en slaglængde på 88 mm. Effekten går fra 48 kW (65 hk) til 68 kW (92 hk).
| Motor               | Effekt        | Teknik                               | Model |
| ------------------- | ------------- | ------------------------------------ | --- |
| XUD9 A              | 48 kW (65 hk) |                                      | Peugeot 305 Citroën BX Rover 200-serie Rover 400-serie |
| XUD9 /Z             | 50 kW (68 hk) | Katalysator                          | Citroën ZX Citroën BX Citroën Xantia Peugeot 306 Peugeot 405 |
| XUD9 B              | 52 kW (71 hk) |                                      | Peugeot 306 Citroën BX |
| XUD9 SD / DHW       | 55 kW (75 hk) | Turbolader, katalysator              | Peugeot 406 Citroën Xantia Suzuki Baleno |
| XUD9 TE/Y / DHX/DHY | 66 kW (90 hk) | Turbolader, katalysator, intercooler | Citroën BX Citroën Xantia Citroën Evasion Citroën Jumpy Citroën Jumper Fiat Ulysse Fiat Scudo Fiat Ducato Peugeot 306 Peugeot 406 Peugeot 806 Peugeot Expert Peugeot Boxer |
| XUD9 TE/L           | 68 kW (92 hk) | Turbolader, intercooler              | Peugeot 405 GRD/SRD Turbo |

### XUD11
XUD11 har enten et slagvolume på 2.088 cm³ (2,1 liter) med en boring på 85 mm, eller 2.138 cm³ (2,1 liter) med en boring på 86 mm. Slaglængden er på begge versioner 92 mm.
| Motor           | Boring (slagvolume) | Effekt         | Teknik                                    | Model                                                                                                 |
| --------------- | ------------------- | -------------- | ----------------------------------------- | --- |
| XUD11 A / PJZ   | 86 mm (2.138 cm³)   | 61 kW (83 hk)  | 12V                                       | Citroën XM Peugeot 605                                                                                |
| XUD11 ATE / PHZ | 85 mm (2.088 cm³)   | 80 kW (109 hk) | 12V, turbolader, intercooler              | Citroën XM Peugeot 605                                                                                |
| XUD11 BTE / P8C | 85 mm (2.088 cm³)   | 80 kW (109 hk) | 12V, turbolader, intercooler, katalysator | Citroën Xantia Citroën XM Citroën Evasion Fiat Ulysse Lancia Zeta Peugeot 406 Peugeot 605 Peugeot 806 |